# Wilwardo Jones Níger
Wilwardo Jones Níger (n. Guinea española) fue un político ecuatoguineano.

## Biografía
Wilwardo Jones Níger era hijo del único propietario nativo de plantaciones de la Isla de Fernando Poo, Maximiliano Cipriano Jones Brown (1870–1944), y su esposa Rooth Níger, tenía ocho hermanos. Pertenecía al grupo étnico fernandino. Jones Níger estudió en Deusto, España.
Ya en la vida de su padre, Jones construyó su propia plantación en los años 20, que incluía unas 152 hectáreas, que según los estándares de la isla, sin embargo, todavía era una plantación pequeña en aquel entonces. Se hizo cargo de este negocio después de la muerte de su padre en 1944 y desde 1945 también dirigió su plantación.
En 1943 se instaló temporalmente en Bilbao, junto a su esposa Susana Castillo, y sus siete hijos, uno de los cuales fue el futbolista Miguel Jones, y otro el político José Luis Jones.
Anteriormente Concejal, fue elegido el 21 de junio de 1960 como alcalde de Santa Isabel, siendo el primer nativo en acceder al cargo. Un año más tarde le sucedió Abilio Balboa, pero Jones se mantuvo políticamente activo. Desde 1960 hasta 1964 fue representante de la Diputación Provincial de Fernando Poo en las Cortes franquistas. Además, formó parte de la Comisión Especial, que redactó la ley de autonomía para Guinea Ecuatorial en 1963.
Jones Níger fundó en 1967 el partido Unión Democrática Fernandina (UNDEMO), que estaba especialmente comprometido con los intereses de la minoría fernandina de la isla. Participó en la Conferencia Constitucional de Guinea Ecuatorial de 1967-1968. Sin embargo, en las elecciones generales de 1968, no se unió a la UNDEMO. Por el contrario, postuló a un escaño de la Asamblea Nacional por el Munge de Bonifacio Ondó Edu, sin resultar electo. En 1969, se convirtió en el primer embajador de Guinea Ecuatorial en Camerún. Alrededor de 1970, se vio implicado en un supuesto intento de Golpe de Estado contra Francisco Macías.